# Al-Nojoom Football Club
El Al-Nojoom Football Club, o simplemente Al-Nojoom, (en árabe: النجوم) es un club de fútbol saudí con sede en Al-Hasa. Participa en la Primera División Saudí, la segunda liga de fútbol más importante del país.

## Historia
El Al-Nojoom fue fundado en 1976 en la ciudad de Al-Hasa. Entre sus logros más importantes están la obtención de la Tercera División Saudí en la temporada 2012-13 y el subcampeonato de la Segunda División Saudí en la temporada 2014-15. A partir de la temporada 2015-16, Al-Nojoom comenzó a disputar la Primera División Saudí, segunda categoría del fútbol saudí.

## Estadio

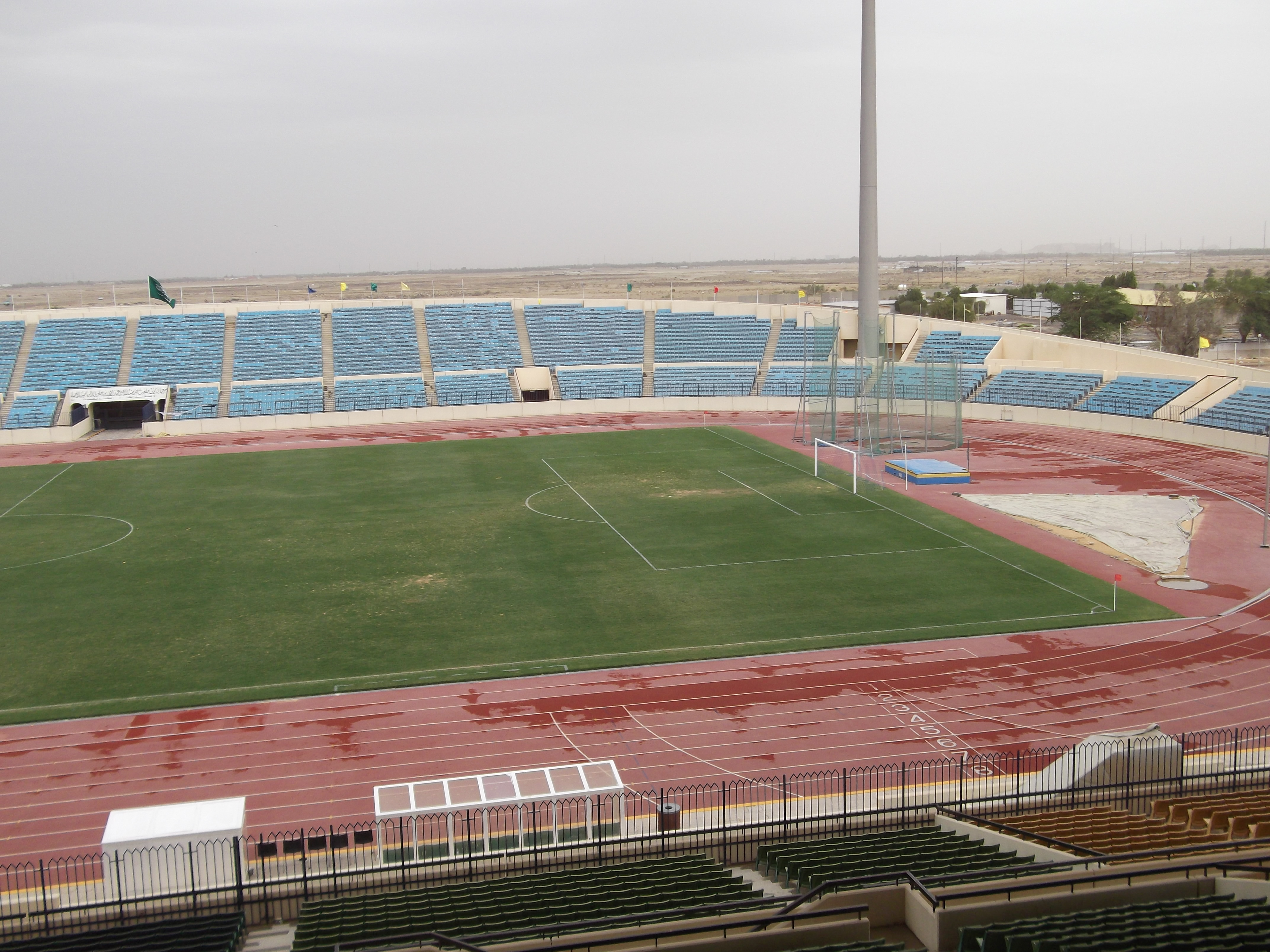
Vista del Estadio Príncipe Abdullah bin Jalawi.

El Al-Nojoom juega sus partidos de local en el Estadio Príncipe Abdullah bin Jalawi, ubicado en la ciudad de Al-Hasa y cuya capacidad es de 20.000 espectadores.

## Palmarés

### Torneos nacionales
- Segunda División Saudí (1): Subcampeón en 2014-15.
- Tercera División Saudí (1) : Campeón en 2012-13.